# Gliny (Grande-Pologne)
Pour les articles homonymes, voir Gliny.
Gliny (prononciation : [ˈɡlinɨ]) est un village polonais de la gmina de Rychwał dans le powiat de Konin de la voïvodie de Grande-Pologne dans le centre-ouest de la Pologne.
Il se situe à environ 8 kilomètres au sud de Rychwał (siège de la gmina), à 25 kilomètres au sud de Konin (siège du powiat) et à 97 kilomètres au sud-est de Poznań (capitale régionale).

## Histoire
De 1975 à 1998, le village faisait partie du territoire de la voïvodie de Konin.

Depuis 1999, Gliny est situé dans la voïvodie de Grande-Pologne.